# Jeanette Winterson
Jeanette Winterson (ur. 27 sierpnia 1959 w Manchesterze) – brytyjska pisarka i feministka, odznaczona Orderem Imperium Brytyjskiego.
W dzieciństwie adoptowana przez bardzo religijną rodzinę, przygotowywana do roli misjonarki. W wieku szesnastu lat zdeklarowała się jako lesbijka i z powodu miłości do swojej przyjaciółki uciekła z domu. Jej pierwsza, autobiograficzna powieść Nie tylko pomarańcze ukazała się w 1985 roku.

## Twórczość
- Nie tylko pomarańcze... – Oranges Are Not the Only Fruit (1985)
- Boating for Beginners (1985)
- Fit For The Future (1986)
- Namiętność – The Passion (1987)
- Płeć wiśni – Sexing the Cherry (1989)
- Oranges Are Not The Only Fruit: the script (1990)
- Zapisane na ciele – Written on the Body (1992)
- Sztuka i kłamstwa – Art & Lies: A Piece for Three Voices and a Bawd (1994)
- Great Moments in Aviation: the script (1995)
- O sztuce – Art Objects (1995)
- Dyskretne symetrie – Gut Symmetries (1997)
- The World and Other Places (1998)
- Wolność na jedną noc – The Powerbook (2000)
- The King of Capri (2003)
- Podtrzymywanie światła – Lighthousekeeping (2004)
- Brzemię – Weight (2005)
- Dom na krańcu czasu – Tanglewreck (2006)
- Kamienni Bogowie – Stone Gods (2007)
- Po co ci szczęście, jeśli możesz być normalna?  – Why Be Happy When You Could Be Normal? (2011)

## Nagrody
- Nagroda Whitbreada za Nie tylko pomarańcze (1985)
- John Llewellyn Rhys Memorial Award za Namiętność (1987)
- Nagroda E. M. Forstera za Płeć wiśni (1989)